# Amiota rufescens
Amiota rufescens är en tvåvingeart som först beskrevs av Oldenberg 1914.  Amiota rufescens ingår i släktet Amiota och familjen daggflugor. Arten har ej påträffats i Sverige. Inga underarter finns listade i Catalogue of Life.